# Плурализам
Плурализам (или мноштвеност) је филозофско учење о постојању више облика битка (супстанци) и по коме је стварност састављена од мноштва самосталних битности. Реч је латинског порекла. Супротно од плурализма је монизам. 